# IFlytek
iFlytek (vereenvoudigd Chinees: 科大讯飞; pinyin: Kēdà Xùnfēi), gespeld als iFLYTEK, is een Chinees telecombedrijf, opgericht in 1999. Het bedrijf produceert software voor stemherkenning en andere producten voor de telecommunicatie. 
IFlytek staat genoteerd op de Shenzhen Stock Exchange. 
Het bedrijf leverde de software voor een grootschalige biometrische database voor stemherkenning van de Chinese overheid, een project waarbij Human Rights Watch zich vragen stelde over de privacy.